# Frank Hosteaux
Frank Hosteaux (15 september 1949) is een Belgisch voormalig havenarbeider en socialistisch politicus. 

## Levensloop
Hosteaux werd bij de lokale verkiezingen van 2006 verkozen van op een onwaarschijnlijke 44e plaats op de sp.a-lijst (1.263 voorkeurstemmen) na een door sp.a Rood gedragen campagne. In januari 2011 stapte Hosteaux uit de sp.a naar eigen zeggen vanwege de beslissing van toenmalig burgemeester Patrick Janssens (sp.a), met steun van het voltallige college, om de overlast in de wijk 2060 (omgeving De Coninck-plein-Seefhoek) hard aan te pakken. (alcoholverbod en het sluitingsuur van  de Afrikaanse cafés). Na enkele maanden onafhankelijk in de gemeenteraad te hebben gezeteld, stapte Frank Hosteaux in april 2011 over naar de PVDA die hierdoor haar eerste vertegenwoordiger in de Antwerpse gemeenteraad mee kreeg.
Bij de gemeenteraadsverkiezingen van 2012 stond hij vijfde op de gemeenteraadslijst en tweede op de lijst voor de Antwerpse districtsraad voor de PVDA. Op 27 februari 2013 liet de partij weten dat Hosteaux geschrapt werd uit de gemeenteraadsfractie van de PVDA+ vanwege twee maanden van conflict over Hosteauxs pleidooi voor de herinvoering van de doodstraf en het principe van 'Ius talionis' hield op zijn Facebook en in de verschillende grote kranten. Hosteaux van zijn kant liet weten voortaan als 'onafhankelijk' gemeenteraadslid te zetelen. Op 22 september 2014 nam Hosteaux om persoonlijke redenen ontslag uit de Antwerpse gemeenteraad.
Anno 2024 is hij lid van de N-VA.